# Атестат

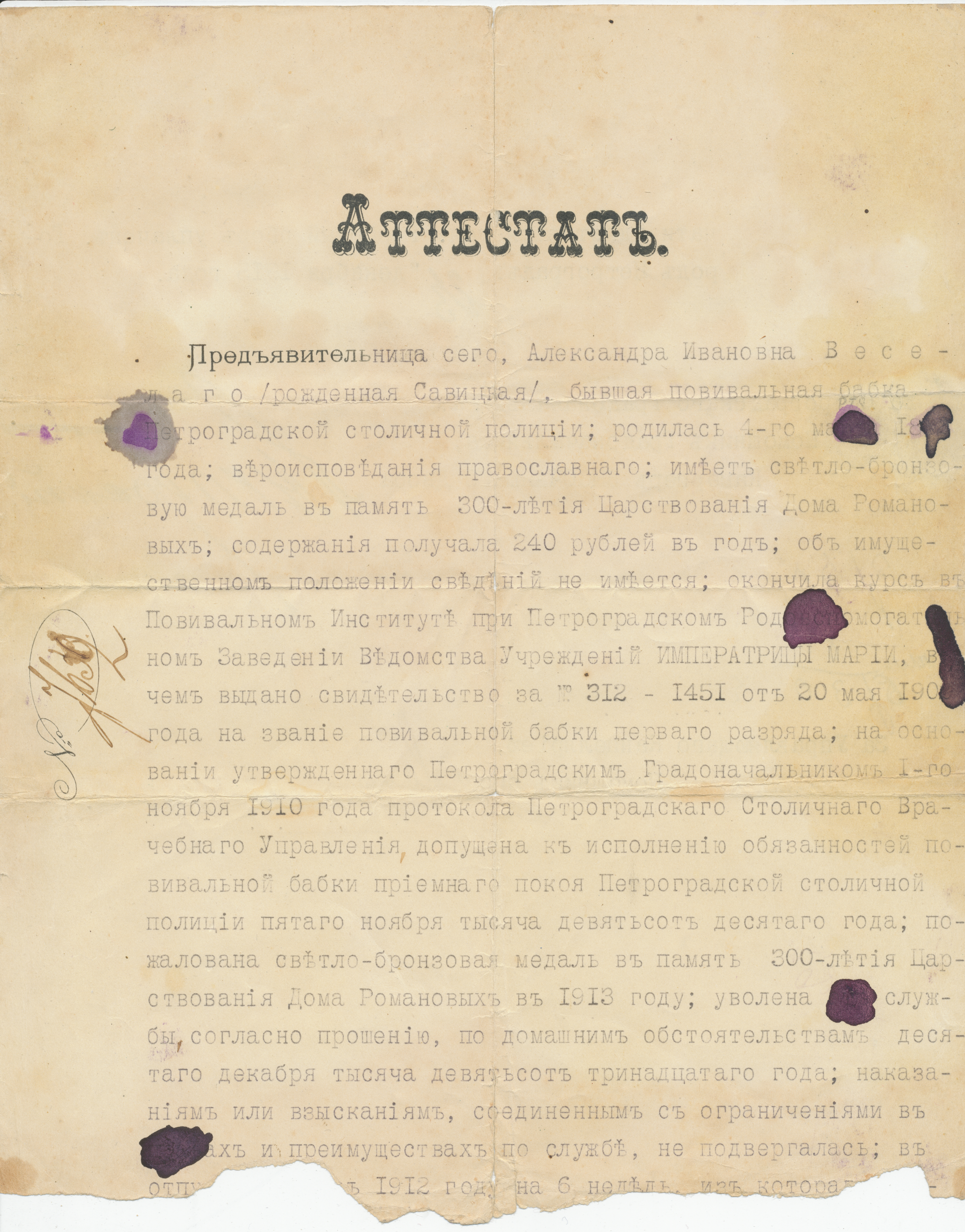
Атестат колишньої повивальної бабки I-го розряду Петроградської столичної поліції Олександри Іванівни Веселаго (уродж. Савицької), яка в 1903 році закінчила курси в Повивальному інституті при Петроградському родопомічному закладі Відомства установ імператриці Марії, виданий в 1915 році.

Атестат (від лат. attestor — посвідчую) — офіційний документ, що видається державними органами і засвідчує певний юридичний факт, наприклад, атестат про закінчення навчального закладу, атестат про присвоєння кваліфікації тощо.